# 陳三姐
陳三姐（？—？），又名查某三頭，據說是台灣清治時期活躍於嘉義縣城一帶的女豪俠。

## 生平
陳三姐個性倜儻，任俠。官員、商人抵達嘉義時，常會住在其家中。陳三姐擅長應酬，深得客人歡心，她也常常大肆揮霍金錢。其門下有數十名食客，為其效命。
有一天，陳三姐赴廟看戲。當她在夜晚獨自回家時，發現有名歹徒正尾隨著她。陳三姐回頭笑說：「你不認識我陳三姊嗎？如果你缺錢的話，幹嘛不說出來？」並把自己的頭飾送給他。陳三姐回到家後，向食客講述事情的全部經過。食客聽完後勃然大怒，說道：「我們每天都受陳三姐之恩惠，但她卻從未得到任何回報，但今天竟有人讓三姐受驚嚇，是我們的一生之恥，不如死掉算了！」，眾人一哄而出，將歹徒捕獲，把他的手反綁在背後。陳三姐說：「他還不知道我是誰，所以才敢偷盜。他既然在今天來了，則可赦免其罪過。」那名歹徒叩頭道謝，居於其門下。
陳三姐擅長作曲，對琵琶頗有研究。曾有北港富商到其家中，有一位少年坐在未座，穿著樸素，不善談吐，偶爾會彈彈琵琶。陳三姐聽到他的樂曲，驚訝的說：「這真是絕技！」願意受教於他。她請教富商這位少年的名字，才發現少年名為張成勛，泉州人，為富商的夥伴。富商對張成勛說：「陳三姐愛彈琵琶，你可以教她！」張成勛允諾。不久後，陳三姐忽然對張成勛說：「雖然我看過形形色色的人，但沒有任何人能像你一樣那麼真誠。我厭倦人世間的紛紛擾擾已久，你如果不棄微賤的話，希望能與你結婚。」張成勛愕然說道：「我隻身來台闖蕩，沒辦法靠自己的力量獨立生活，怎麼敢跟妳結婚？而陳三姐如果想要嫁人，將如何溫飽？」三姐回答：「我梳妝盒裡的東西尚值數千金，你如果以此借貸的話，就可以衣食無憂了。」陳三姐複為納資武營，補千總。
同治元年（1862年）戴潮春事件爆發，叛軍牛朝山首領嚴辨曾犯法，陳三姐替其保全性命。嚴辨在攻打嘉義縣城時，聽聞陳三姐受困於城中，夜晚詢問城兵：「陳三姐是否無恙？」城兵回答：「她已疲憊不堪。」嚴辨說：「她為什麼疲憊不堪？」城兵回答：「城中已經好幾天沒有糧食了，陳三姐又怎麼能撐得下去？」嚴辨便將美食放置於囊中，委託城兵將食物秘密送給她。陳三姐接受了嚴辨的贈禮，並將吃剩的食物送給城兵。